# Перше Мая (робітниче селище, Балахнинський район)
Перше Мая (рос. Первое Мая) — робітниче селище в Балахнинському районі Нижньогородської області Російської Федерації.
Населення становить 2149 осіб. Входить до складу муніципального утворення робітниче селище Мале Козино.

## Історія
Від 2009 року входить до складу муніципального утворення робітниче селище Мале Козино.

## Населення
| 2002  | 2009  | 2010  | 2012  | 2013  | 2014  | 2015  |
| ----- | ----- | ----- | ----- | ----- | ----- | ----- |
| 2210  | ↗2221 | ↘2135 | ↗2158 | ↗2181 | ↗2194 | ↗2199 |
| 2016  | 2017  |       |       |       |       |       |
| ↗2240 | ↘2224 |       |       |       |       |       |